# 李秋岳
李秋岳（1901年—1936年9月3日），原名金锦珠，曾化名张一志、柳明玉，朝鲜黄海北道中和郡人，原中國共產黨珠河中心县妇女部部长、委员、铁北区委书记，延方特别支部书记，中共通河县特别支部书记，中国工农红军朝鲜籍将领毕士悌的夫人，2015年入选中华人民共和国民政部著名抗日英烈和英雄群体名录。

## 早年生涯
1901年，金锦株出生于朝鲜平安南道中和郡（今黄海北道中和郡）的一个贫苦家庭，七岁时父亲病故。在平壤崇实中学读书的时候，她与学长金勋（毕士悌）相识，后在1918年结婚。1919年3月，两人共同参加了三一运动。金勋是三一运动的学生领袖，他的父亲在此次运动中被逮捕后被杀害。为躲避日本人的追杀，金勋不得与她分离投奔中国通化县哈尼河朝鲜独立运动志士创办的新兴武官学校。
1924年秋，金锦株由于在朝鲜身份被暴露，来到中国广州与在黄埔军校执教的毕士悌团聚。1925年2月，她与毕士悌一起以黄埔军校第三期学生队第四队上尉队长和宣传队队员的身份参加了广东国民革命军东征，6月又与黄埔军校学生军参加了平定滇、桂军杨希闵和刘震寰叛乱的斗争。同年秋，她加入中国共产党，并改名“李秋岳”。1927年初，李秋岳入黄埔军校武汉分校（第六期）学习，成为中国近代史第一代女兵。七一五事变后，中共中央为了保护革命力量派李秋岳和毕士悌去莫斯科中山大学学习。

## 满洲抗日
1930年夏，李秋岳与丈夫学成回到中国。毕士悌担任中共满洲省委军委书记。同年9月20日，中共在延边成立东满特别委员会，毕士悌被任命为特委会委员兼军委书记。九一八事变后，夫妻两人被调回哈尔滨，毕士悌重新担任满洲省委军委书记。李秋岳被任命为中共满洲妇女部委员，从事抗日救亡的宣传工作。
1932年，李秋岳被派往珠河县（今尚志市）工作。同年7月，毕士悌被调到中共中央苏区工作。由于李秋岳当时怀孕快分娩，她便独自留在了满洲。同年9月，她被任命为中共珠河中心县委妇女委员，1933年10月被任命为珠河中心县妇女部部长。在她的努力工作下，珠河地区成为磐石之后，中共在满洲的又一个“红地盘”。她与另一位珠河抗日游击区领导和组织者赵一曼（原名李一超）被群众并称为“黑白二李”  抗日女英雄。
1934年1月，毛泽东曾试图将李秋岳调到苏区工作与毕士悌团聚。但由于国民党对中共苏区的“围剿”以及东北地区严峻的抗日形势，她最终没能与毕士悌团聚。同年秋，毕士悌与苏区红军一起开始了万里长征。与此同时，日本关东军开始了对珠河抗日游击区的大规模讨伐。李秋岳担任了珠河中心县委委员和铁道北区委书记，与赵一曼一起为东北反日游击队哈东支队提供物资支持。1935年1月，哈东支队改编为东北人民革命军第三军独立师。同年春，关东军对珠河开始了“三光政策”的“大讨伐”。李秋岳奉命带领铁北区部分地下党员和群众随赵尚志领导的东北人民革命军第三军转移到延寿、方正地区。转移到延（寿）方（正）地区后，李秋岳担任中共延方特别支部书记，完成了延寿和方正地区抗日游击区的创建。
1936年2月，李秋岳被调到条件更为艰巨的通河县工作。她化名“张一志”，重新组建了中共通河特别支部，并任支部书记。她指挥群众绕开敌人的封锁，将粮食运到赵尚志领导的东北抗联第三军。她还亲自起草了《反日会章程》，建立通河反日会，并深入西北河、北六方、二道河子等朝鲜族聚居区，印发《东北民众抗日联军临时政府宣言》、《中国人对日军战斗的基本纲领》等传单，动员年轻人参加抗联武装，创建了西北河抗日游击根据地。牡丹江地方警务统治委员长中村在给东条英机的报告如是描述“通河已陷入不治之境”，“是一难治的癌症”。 

## 就义
1936年8月，日本当局重金悬赏搜捕李秋岳。8月27日，李秋岳在发动群众为部队赶制军鞋的时候被警察署长孙凤周逮捕。被捕入狱后，李秋岳遭到严刑拷打，却视死如归。9月3日，在她入狱的第七天，日军特务认为她没有悔过的希望，而将她枪决，后又将她的头颅悬挂在通河县城上示众，恐吓百姓。中村写给东条英机的报告写道：“被检举者张一志，其境遇无需再斟酌，将来没有悔改之希望，在整肃中不得不参考卫队长以及有关机关的意见，于9月3日给以严重处分（枪决）。”:363

## 纪念

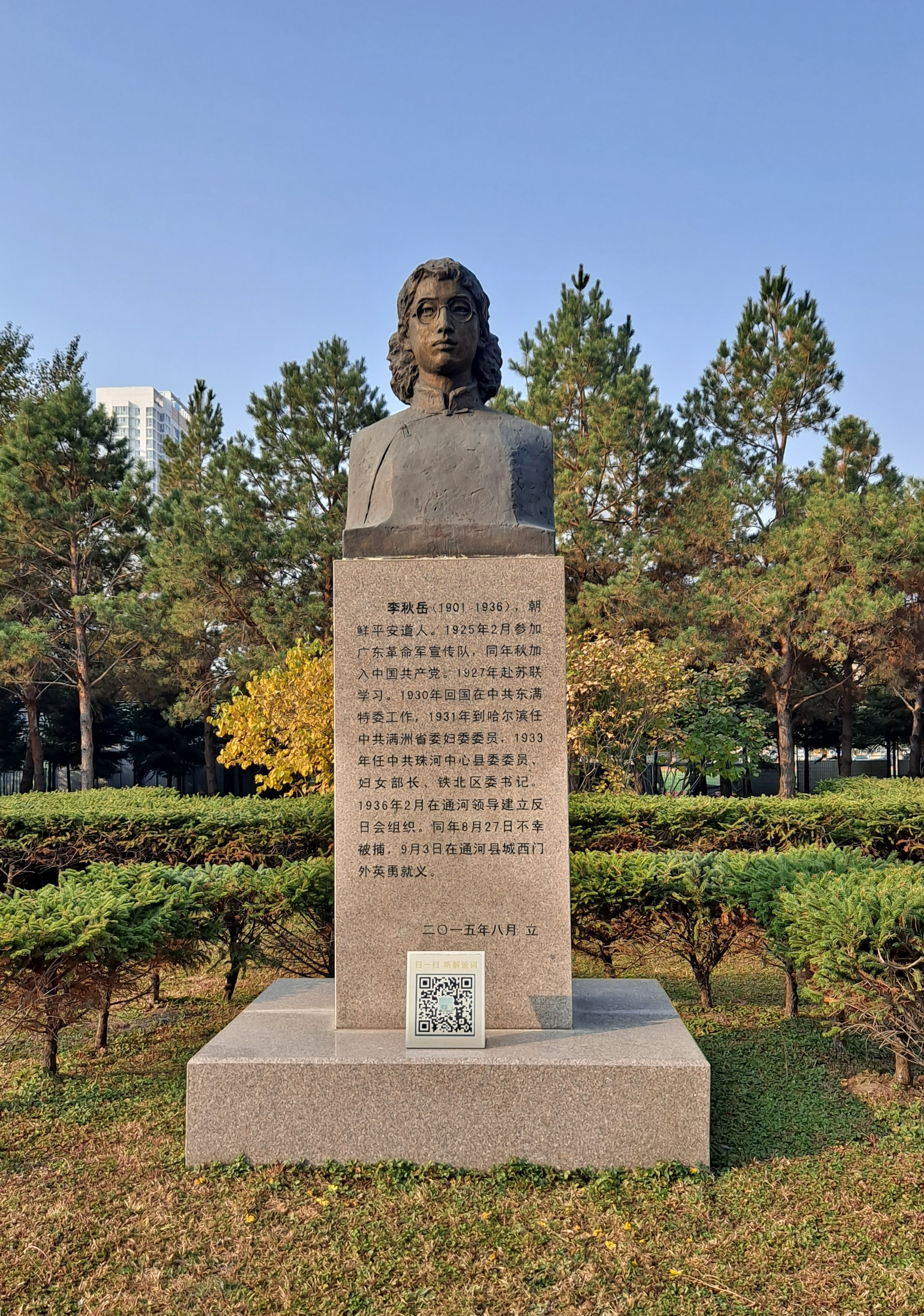
哈尔滨长青公园内的李秋岳雕像

- 民国36年（1947年），光华书店出版白朗著《一面光荣的旗帜》第五章为“民族女英雄李秋岳” [9]。
- 中华人民共和国成立后，李秋岳遗骸被葬于哈尔滨市通河县革命烈士陵园[7]。
- 哈尔滨市长青公园立有李秋岳半身像。
- 2009年，中华人民共和国建国60周之际，李秋岳被选为“60位为新中国成立及哈尔滨解放英勇奋斗和为哈尔滨建设发展作出突出贡献的最可敬的人”[10]。
- 2015年8月，李秋岳入选中华人民共和国民政部著名抗日英烈和英雄群体名录[3]。

## 家庭
李秋岳的丈夫是中国工农红军朝鲜籍将军毕士悌。两人育有一子，但因缺乏照看在1934年夭折。